# Fulla (lalka)
Fulla (arab. ‏فُلَّة‎) – nazwa lalki zaprojektowanej jako muzułmańska alternatywa dla Barbie. Produkt został stworzony przez firmę NewBoy (z siedzibą najpierw w Syrii, a obecnie w ZEA) i zadebiutował na rynku w 2003 r. Jest obecnie najlepiej sprzedającą się zabawką w krajach muzułmańskich na Bliskim Wschodzie. Dostępna jest również w Indonezji, krajach północnej Afryki, Chinach, Brazylii oraz USA.

## Tło
Wprowadzenie na rynki bliskowschodnie etnicznej (muzułmańskiej) lalki miało związek z Barbie i reprezentowanym przez nią zachodnim stylem życia, który nie pasował do tradycyjnego (arabskiego) modelu kobiety i rodziny, nad czym ubolewała w latach 90. m.in. Liga Państw Arabskich. W 1994 r. szejk Khalid al Mathkor, przewodniczący Wyższego Muzułmańskiego Komitetu Doradczego w Kuwejcie, wydał fatwę zakazującą kupowania m.in. Barbie. Sprzedaż Barbie zakazana została w Arabii Saudyjskiej (w 2003 r.), ale także w nie-arabskim Iranie (w 2002 r.).
Już wcześniej dostępne były wizerunki lalek zgodnych z islamem, jednak nie odniosły one tak dużego sukcesu w świecie muzułmańskim jak Fulla. Mowa tu m.in. o Razanne powstałej w 1996 r. i produkowanej przez amerykańską firmę Noorart Inc. Poza nimi nadal w sprzedaży dostępne są np. Dara i Sara (lalki bliźniaczki produkowane od 2002 r. w Iranie), Jamila (produkowana przez bliskowschodni oddział Simba Toys od 2006 r.) oraz Saghira (produkowana od 2008 r. w Maroku).

## Wygląd
Lalka produkowana jest w postaci młodej kobiety o oliwkowej karnacji z ciemnymi włosami (również w wersji z rudymi pasemkami) i ciemnymi oczami, z czasem wprowadzono również wersję z jasnymi włosami i oczami. W stosunku do Barbie różni się delikatnie rysami twarzy, proporcjami ciała (np. mniejszym biustem) oraz kolorem i grubością włosów, jednak już jej stopy – identycznie jak w przypadku "oryginału" – przeznaczone są jedynie do noszenia butów na wysokim obcasie. Większość z dostępnych wersji nie ma tradycyjnego nakrycia głowy – w amerykańskim katalogu marki z 2006 r. tylko 9 z 38 lalek nosi hidżaby, pozostałe mają odsłonięte włosy. Zabawka ma około 30 cm wysokości.

## Ubiór
Stroje Fulli – poza Arabią Saudyjską – są bardziej liberalne niż ubiór lalki Razanne, która standardowo zakłada m.in. abaję. 
Większość modeli nie ma zakrytych włosów. Pośród ubrań, w które może być ubrana lalka, są hidżaby, kurtki, bluzki z rękawami do łokcia (w wersji do chodzenia po domu – obcisłe i intensywnie kolorowe), spódnice do kolan (domowe) i za kolana (do wyjścia na zewnątrz), spodnie, chusty, płaszcze, tunika za kolana. Lalka produkowana jest tak, aby nawet po zdjęciu ubrań, nigdy nie była naga – jej bielizna zakrywa ją od szyi do kolan.
Niedostępna jest wersja np. ze strojem kąpielowym, który odsłaniałby ciało lalki.
Dodatkowo każdy kraj ma swój model lalki. Wersja przeznaczona na rynek saudyjski ma w wyposażeniu czarną abaję i czarną chustę. W przypadku Egiptu jest to strój biały lub pomarańczowy, Syrii – chusta i płaszcz, ZEA – strój czerwony, Maroko – strój brązowy lub kremowy. Dostępna jest równie Fulla ubrana w hinduskie sari.

## Role społeczne
Role społeczne, które odgrywa Fulla, nie mogą stać w sprzeczności z kulturowym ideałem kobiety w społecznościach muzułmańskich. Wykreowanie wizerunki lalki miało być zgodne z zachowaniami, jakich oczekuje się od pobożnej muzułmanki. Fulla nigdy nie kłamie, zawsze jest chętna do pomocy, miła dla wszystkich oraz szanuje swoich rodziców. Dodatkowo modli się o wschodzie Słońca, piecze ciasta, czyta książki przed snem oraz ubiera się skromnie. Nie stroni jednak od wyjść – spotyka się z przyjaciółmi i lubi jeździć na rolkach. Jej imię w języku arabskim to nazwa jednego z gatunków jaśminu. 
W przeciwieństwie do nieograniczonej liczby ról, w jakie wcielała się Barbie, Fulla obecnie występuje tylko w dwóch zawodach: lekarki i nauczycielki. 
Dodatkowo dostępny jest również model lalki w wersji modlitewnej – biały lub różowy strój, dywanik i wbudowany głośnik recytujący wieczorną modlitwę. W sprzedaży dostępny jest także identyczny (różowy) strój dla dziewczynek, aby mogła wyglądać z lalką tak samo.

## Akcesoria
Producent wyposażył lalkę w bogaty zestaw dodatków, wśród nich są m.in.:
- elektronika (magnetofon, odtwarzacz CD, kamera, zegarek, radio);
- jednorazowe produkty do imprez (plastikowe kubeczki, balony, słomki, serwetki);
- dmuchane zabawki (pontony, baseny, piłki, materace);
- artykuły sportowe (hula hop, kosz do koszykówki, trampolina, latawce, rakiety tenisowe, skakanki, hulajnogi, rowerki);
- przybory szkolne (tornistry, piórniki, kredki, torebki, papier listowy);
- ozdoby (naszyjniki, klipsy);
- meble (szafy, fotele, półki, łóżka, stoliki, zasłonki);
- artykuły do robótek domowych (maszyna do szycia, wyszywanki);
- AGD (sokowirówka).

Dodatkowo każda wersja lalki ma swoje unikalne dodatki, np. w zestawie z Fullą nauczycielką jest rozkładany pokoik imitujący klasę szkolną z tablicą i ławką.

## Towarzystwo
Fulli towarzyszą jej koleżanki – Nada (zainteresowana modą) i Jasmin (zainteresowana nauką) oraz młodsze rodzeństwo – Bedira i Nur. Producent nie planuje wprowadzenia do sprzedaży muzułmańskiego odpowiednika Kena ze względu na niedopuszczalność relacji męsko-damskich przed ślubem w islamie oraz możliwość przypisywania takiej lalce dowolnych ról społecznych podczas zabawy, co jest sprzeczne z podziałem na role kobiece i męskie oraz dominacją mężczyzn w muzułmańskich rodzinach.

## Dodatkowe produkty
Marka oferuje – poza lalkami – całą serię produktów firmowanych wizerunkiem Fulli. Są to między innymi przybory szkolne, tornistry, papeteria, kosmetyki i perfumy, słodycze, soki, płatki zbożowe z miodem, dmuchane rękawy do pływania, parasolki, zegarki. 

## Społeczność
Marka wykorzystuje mocno internet, a zwłaszcza własną stronę www, do budowy społeczności małych konsumentek. Na stronie dostępne są gry (np. urządzanie z Fullą mieszkania, ubieranie jej), aplikacje (np. do robienia wspólnych zdjęć z Fullą), kącik edukacyjny, wirtualna książka kucharska, poradnik kosmetyczny, wirtualny przewodnik po krajach arabskich oraz – najważniejszy – blog Fulli. Takie działania prowadzą do socjalizacji do marki oraz traktowania Fulli jako żywej przyjaciółki. Dodatkowo kształtują dziewczynki do bycia idealnymi żonami, które potrafią gotować (przepisy na stronie) oraz modnie się ubrać (poradniki).
Ukazuje się również czasopismo dla dziewczynek "Fulla Magazine".

## Kontrowersje
W 2006 roku władze Tunezji skonfiskowały lalki Fulla ze względu na noszony przez nie hidżab, tłumacząc to możliwością doprowadzenia do religijnych waśni.